# Ардашир (правитель Мерва)
Ардашир — правитель Мерва III века.
Об Ардашире говорится в надписи сасанидского царя Шапура I на среднеперсидском языке. В начале списка упоминаются четыре могущественных правителя Восточного Ирана, обладающих наследственными правами, трое из которых носят то же имя, что и сам шахиншах Ардашир Папакан. При этом властитель Мерва в Хорасане назван вторым из них. По замечанию авторов «Кембриджской истории Ирана», Мерв, покорённый Ардаширом Папаканом, имел важное стратегическое значение для персов в качестве форпоста на северо-востоке их государства. По мнению ряда исследователей, его правитель, принадлежавший к дому Ардашира Папакана, мог быть сыном или братом последнего. Как отметил же Р. Фрай, неизвестно, состоял ли Ардашир в родстве с Сасанидами. По-видимому, входившие ранее в состав Парфии «царства», покорённые Ардаширом Папаканом в ходе военных походов, передавались во владение его приближённым. Если же их правители сдавались на милость сасанидского монарха, то оставались в своих владениях на правах вассалов.